# Dżamal al-Ghitani

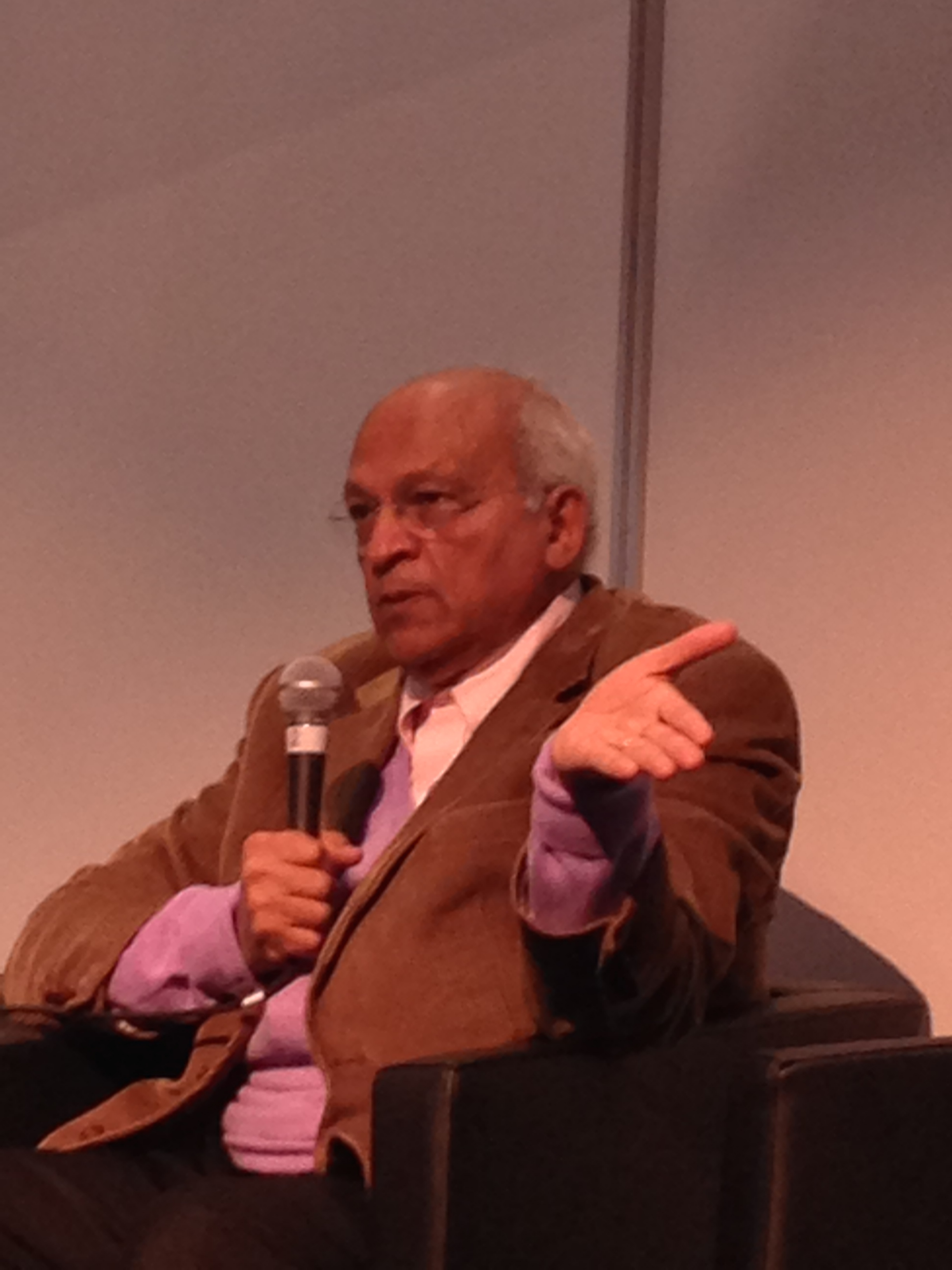
Dżamal al-Ghitani (2014)

Dżamal al-Ghitani (arab. جمال أحمد الغيطاني, Ǧamāl Aḥmad al-Ġīṭānī; ur. 1945 w Al-Dżunajna, zm. 18 października 2015 w Kairze) – egipski pisarz arabski.
Był jednym z pisarzy, którzy zapoczątkowali "nową falę" w egipskiej prozie przez poszukiwanie nowych form wyrazu i prezentowanie w twórczości subiektywnego spojrzenia na świat. W pierwszym okresie twórczości pisał opowiadania, w późniejszym głównie powieści, odwołując się w utworach do tradycji literackiej Arabów. Miał poglądy liberalne, poparł zarówno odsunięcie od władzy autorytarnego prezydenta Mubaraka w 2011, jak i obalenie islamistycznego prezydenta Mursiego w 2013. Najważniejsza jego powieść to Barakat (1982, wyd. pol. 1990), która porusza społeczno-polityczne problemy współczesnego Egiptu. Polski przekład jego opowiadań ukazał się w "Literaturze na świecie" (nr 7 z 1981 r.).